# Васильев, Вениамин Николаевич
Вениамин Николаевич Васильев — советский хозяйственный, государственный и политический деятель, Герой Социалистического Труда.

## Биография
Родился в 1904 году в Москве. Член КПСС с 1925 года.
С 1919 года — на хозяйственной, общественной и политической работе. В 1919—1972 гг. — работник конного парка Московского союза потребительских обществ, секретарь комсомольской ячейки суконной фабрики, секретарь волостного комитета комсомола, заведующий отделом пропаганды и агитации уездного комитета партии в Джетысуйской губернии Казахской АССР, секретарь уездного комитета ВЛКСМ, работник ОГПУ, старший специалист, директор совхозов в Ивановской, Воронежской и Тамбовской областях, директор Краснодарского птицетреста, участник Великой Отечественной войны, рядовой телефонист 658-го стрелкового полка 218-й стрелковой дивизии, директор совхоза «Красный Кут» Краснокутского района Саратовской области.
Указом Президиума Верховного Совета СССР от 20 ноября 1958 года присвоено звание Героя Социалистического Труда с вручением ордена Ленина и золотой медали «Серп и Молот».
Умер в Красном Куте в 1972 году.